# Ginseng-brasileiro
O chamado Ginseng brasileiro geralmente designa três espécies do gênero Pfaffia (Pfaffia iresinoides (Kunth) Spreng; Pfaffia glomerata (Spreng.) Pedersen. e Pfaffia paniculata (Mart.) Kuntze da família Amaranthaceae) é uma planta de pequeno porte, característica que permite o seu cultivo em vasos ou canteiros.
Na medicina popular é prescrito em chás como um tônico estimulante, dando uma nova vitalidade ao organismo. Também é conhecido como "paratudo" e "suma". Por algumas de suas características bioquímicas (os ginsenosídeos) tem sido comparado ao ginseng é uma das plantas que têm seu uso consagrado pela tradição milenar na medicina tradicional chinesa, sendo que estas nada tem em comum com o gênero Panax, do ginseng chinês ou coreano.
De acordo com revisão feita por Mattos e Salis  no Brasil, são encontradas 21 espécies de ginseng do gênero Pfaffia que ocorrem em florestas e campos onde se incluem as espécies Pfaffia paniculata, utilizada como tônica, afrodisíaca e até antidiabética pela medicina popular a Pfaffia jubata é citada para cólicas e enterites e a Pfaffia glomerata, o ginseng-do-pantanal, tem indicação popular para melhora da visão e memória. Segundo referências encontradas por esses autores essas espécies já têm suas propriedades medicinais confirmadas com o isolamento de princípio ativo de suas raízes.
Uma das notáveis e aparentes semelhanças entre a Pfaffia e as espéciés conhecidas com as plantas do gênero Panax.sp são o formato das raízes que na planta Ginseng ou Jen Sheng, a raiz celestial cujo nome significa literalmente erva-humana, tem forma semelhante à de uma figura humana, o que às vezes também ocorre nas Pfaffias. É nas raízes, contudo que concentram-se minerais, oligoelementos e os componente bioativos de ambos os gêneros.
Gosmann et al., 2003  realizaram descrições morfológicas e micrográfica das principais características P. glomerata e P. paniculata. necessárias ao reconhecimento inequívoco destas principais espécies utilizadas.
O transcriptoma do Ginseng brasileiro foi sequenciado, mostrando a expressão de genes da rota de síntese de um dos composto de interesse medicinal, a 20-hidroxiecdisona.

## Composição fitoquímica e indicações clínicas
Para Rates e Gosmann  as diferenças e o atual desconhecimento sobre o gênero Pfaffia.spp não permitem a substituição segura do ginseng (Panax.sp), bem como o uso indiscriminado das diversas espécies de Pfaffia como equivalentes. Seus estudos e outros  mostram a presença de compostos  ecdisteróides em especial nas espécies mais estudadas (com avaliações pré clínicas) a P. paniculata e P. glomerata. Um dos efeitos comuns nessa duas espécies é a ação depressora (P. glomerta) / analgésica e anti-inflamatória (P. paniculata)  sobre o sistema nervoso além dos efeitos adaptógenos, tônicos associados pelos que se sabe aos compostos ecdisteróides. Contudo a atividade anti-inflamatória potencial da P. glomerata como evidenciam outros experimentos  não pode ser descartada, tal como esperado e confirmado por seu uso tradicional onde já foi comparada e denominada como "dipirona".
Há estudo, ainda, do pesquisador Dr. João Targino de Araujo, que identifica o Ginseng Brasileiro como eficaz para o tratamento de anemia falciforme.
Quanto constituintes químicos de raízes das espécies de Pfaffia já foram identificados: alantoína os já vistos ecdisteróides, ácido pfáffico e os seus glicósidos  (saponinas nortriterpeno), estigmasterol e sitosterol. Gosmann et al., 2003 (o.c.). Ainda segundo esses autores o extrato etanólico das raízes de P. glomerata não apresentou atividade antiviral, antiproliferativa, antifúngica ou atividade inibitória de monoaminoxidases. Contudo é conhecido o estudo de Nishimoto et al ., 1984  que mostrou que triterpenos e saponinas de P. paniculata possuem atividade antitumoral.

## Pfaffias

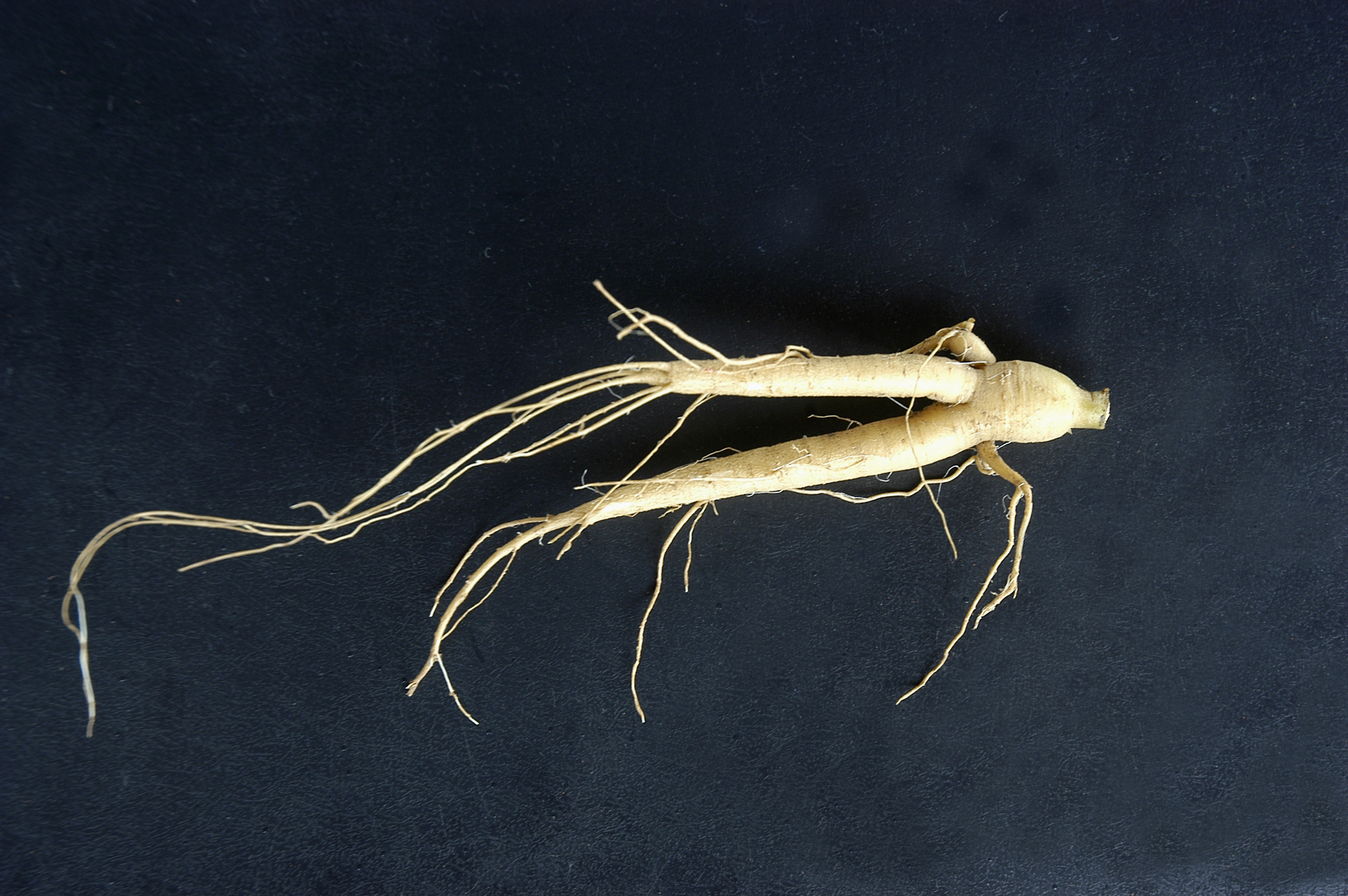
Raiz de Pfaffia glomerata
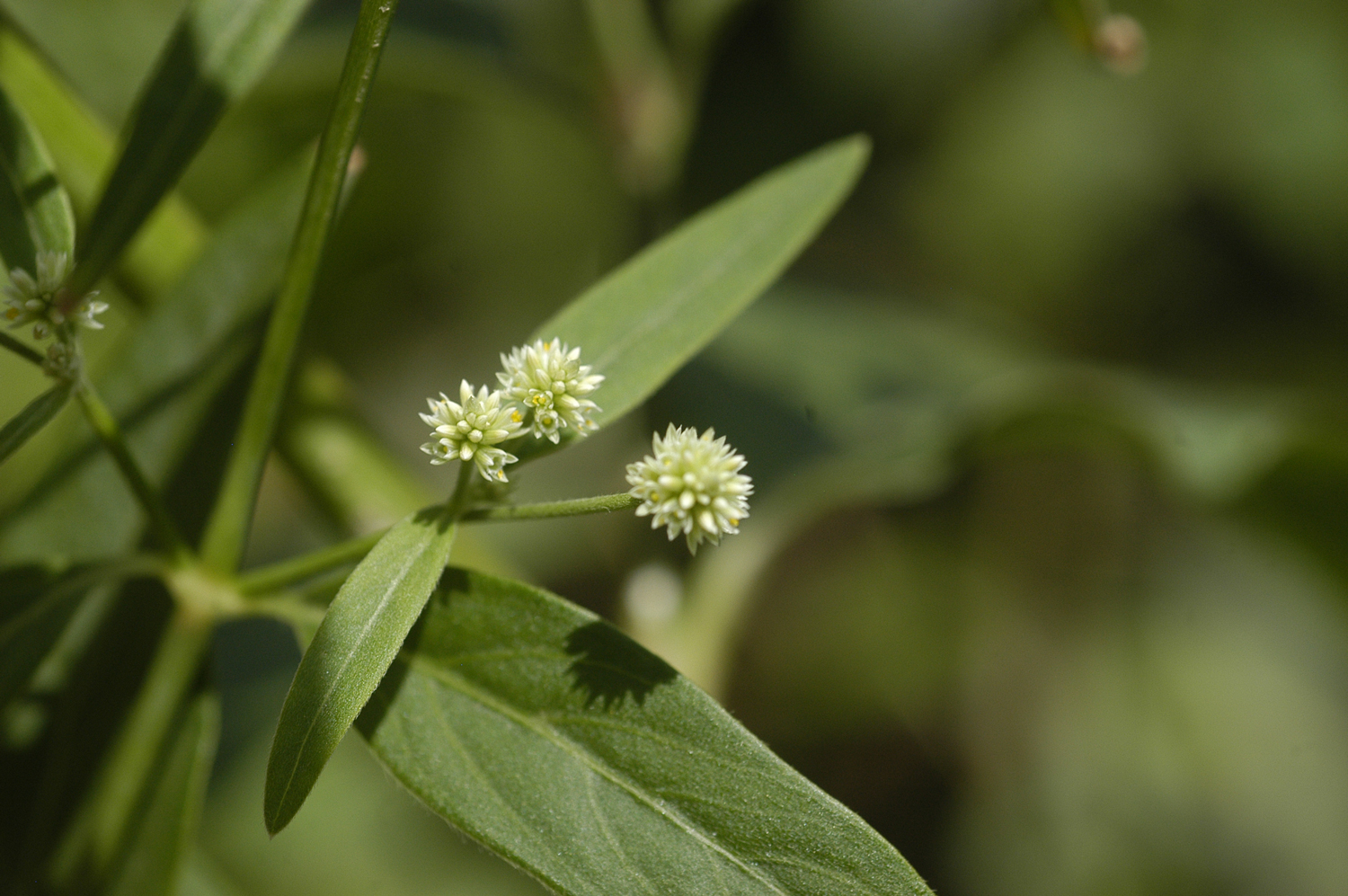
Pfaffia glomerata flores
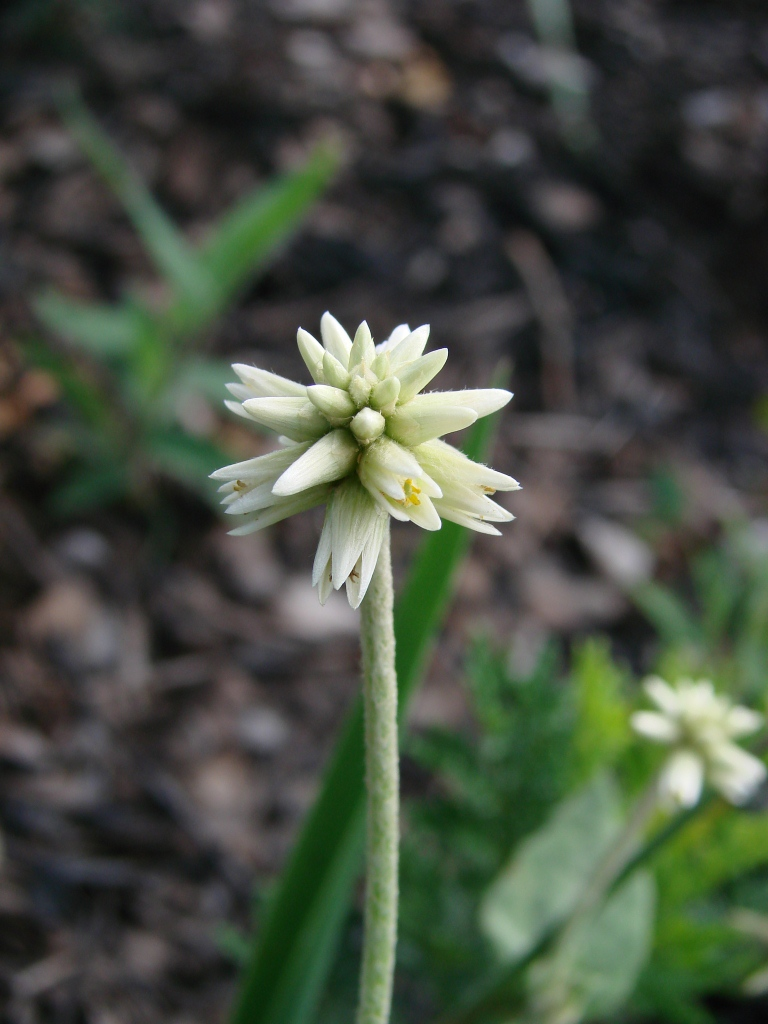
Pfaffia townsendii flor
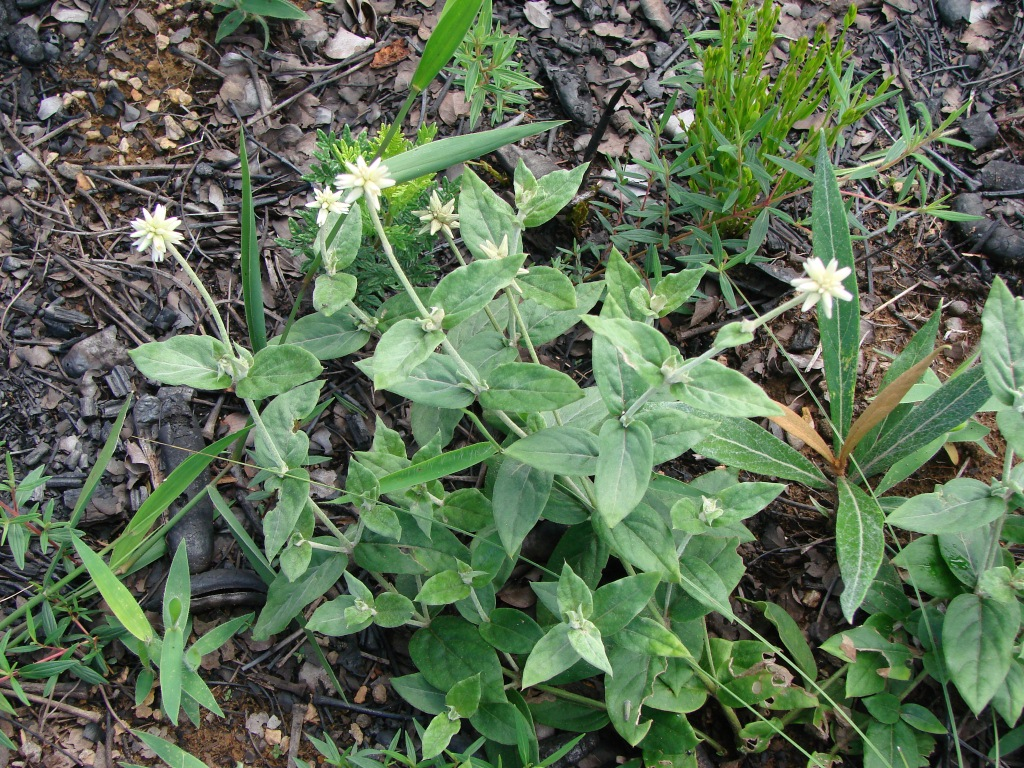
Pfaffia townsendii